# Dagmar Hansen
Dagmar Julie Augusta Hansen (12. november 1871 i København – 13. april 1959 i Rungsted), gift Heinemann, var en dansk visesangerinde og Danmarks første "pin-up girl".
Hansen knyttes særligt til sangen Aa, Dagmar.
Det er en udbredt misforståelse, at hun har givet navn til Dagmarteatret og/eller Dagmarhus. Teatret er opkaldt efter prinsesse Dagmar af Danmark, og navnet blev videreført, da Dagmarhus i 1937 blev opført.
Dagmar Hansen er begravet på Assistens Kirkegård i København.